# Pärlemor
För andra betydelser, se Pärlemor (olika betydelser).

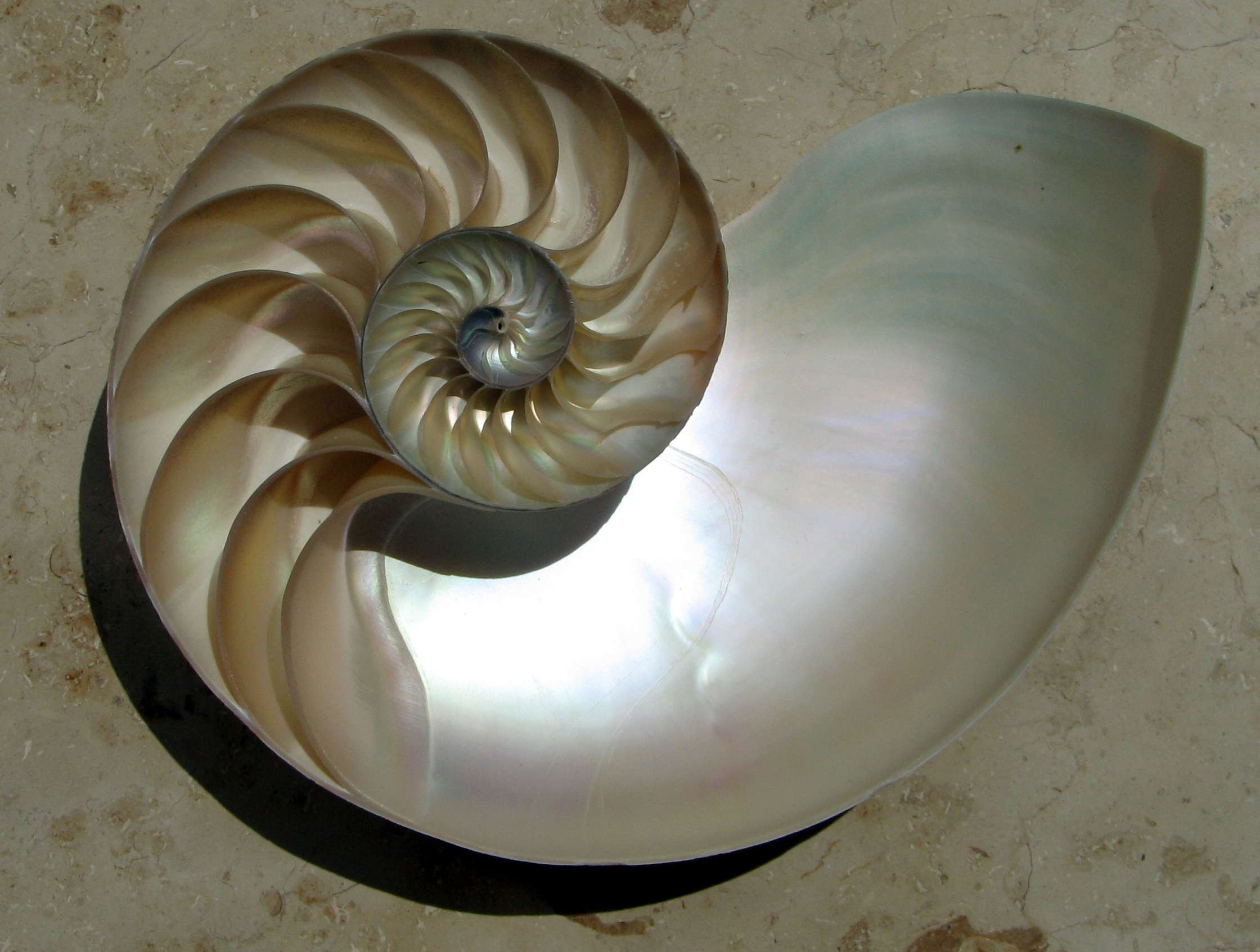
En pärlbåtssnäcka delad i två. Förutom det pärlskimrande inre skiktet syns även den logaritmiska spiral som skalets väggar följer.

Pärlemor är det regnbågsskimrande inre skiktet eller manteln av musslor, i synnerhet skalen hos pärlostron. 

## Uppbyggnad
Pärlemor är uppbyggt av hexagonala plattor av aragonit (kristaller av kalciumkarbonat, CaCO3) med en längd på 10–20 µm och en tjocklek på 0,5 µm. Plattorna är arrangerade i parallella lager eller lameller. Lamell-lagren åtskiljs av lager av organisk matris uppbyggd av elastisiska biopolymerer som kitin och silkeslika proteiner. Kombinationen av spröda och elastiska lager gör materialet starkt och spänstigt. Dessa egenskaper förstärks av det tegelstenslika arrangemanget av de bräckliga plattorna som motverkar att sprickor sprider sig. Tillsammans gör alla dessa egenskaper pärlemor nästan lika hårt som grundämnet kisel (Si).
Pärlemorns fluorescerande yta beror på aragonitplattornas tjocklek på 0,5 µm, en tjocklek som är jämförbar med det synliga ljusets våglängd. Detta resulterar i en konstruktiv/destruktiv interferens av ljus i olika våglängder vilket gör att olika färger reflekteras åt olika håll.
Hos vissa blötdjur utsöndras pärlemor av epitelceller i mantelvävnaden och pärlemorn avlagras kontinuerligt på skalets insida som därför kallas ”pärlans mor”. Avlagringen fyller en dubbel funktion genom att göra skalet slätt samtidigt som det fungerar som ett försvar mot parasiter.

## Användning

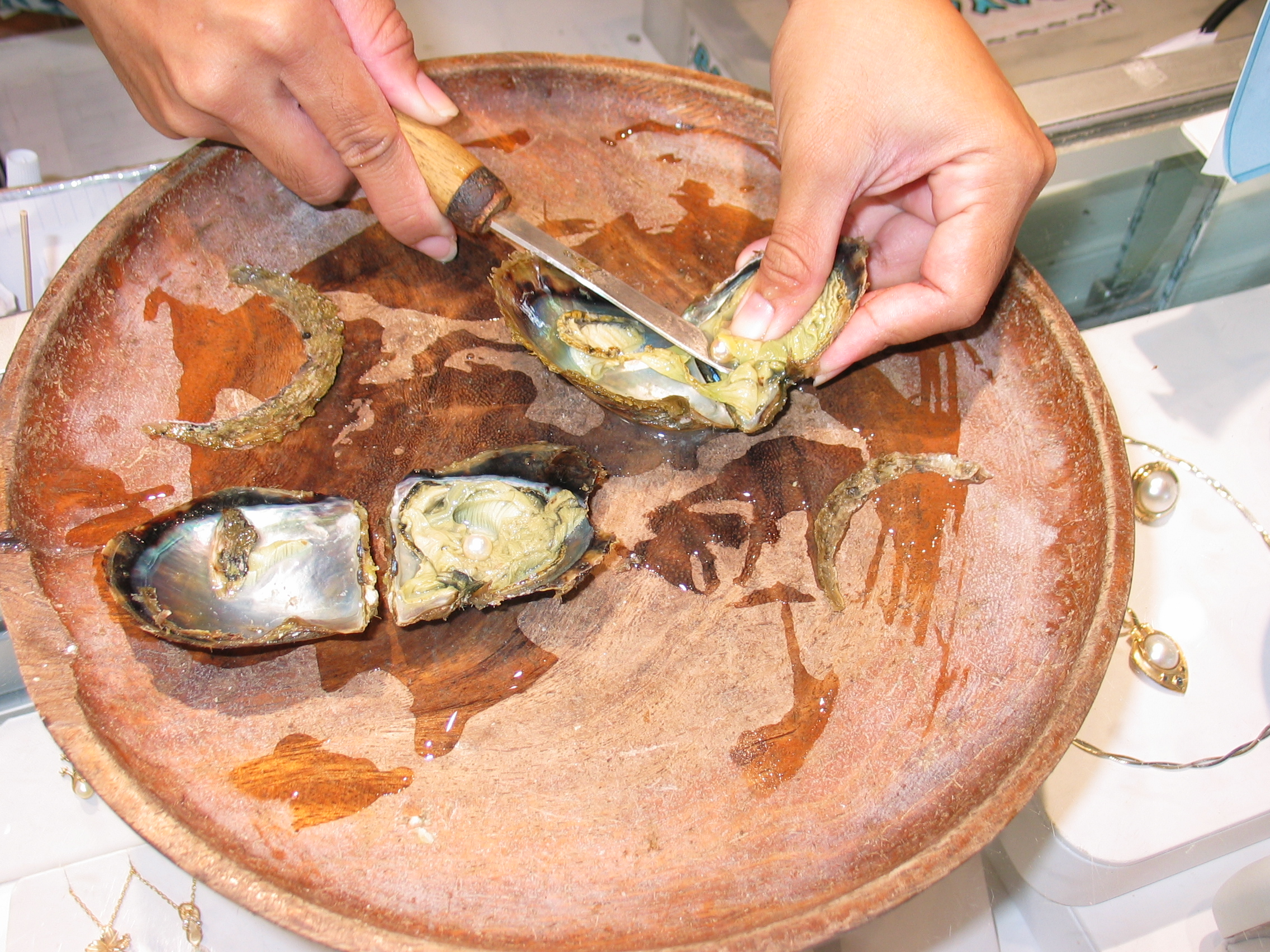
En pärla avlägsnas från ett pärlostron.
Bild: Keith Pomakis, december 2005. (CC-BY)

Pärlemorns skimrande lyster gör den populär i många kulturer som dekorationsmaterial i smycken eller i intarsia på exempelvis möbler och gitarrer.
Då vissa arter av ostron invaderas av parasiter eller av någon annan anledning blir irriterat av ett främmande objekt som djuret inte kan bli kvitt, till exempel ett sandkorn, inleds en process där det främmande föremålet kapslas in i successiva lager av pärlemor. Processen kan pågå under flera år och till slut ge upphov till att en pärla bildas. 
De största pärlorna produceras av pärlostronet Pinctada maxima som lever naturligt utanför Australien och Malaysia. Andra arter av pärlostron finns i varma tropiska hav, främst i Asien. Färskvattenostron finns i floder i Förenta staterna, Europa och i Asien. I Stillahavs-regionen finns också havsöra (abalone eller haliotis).

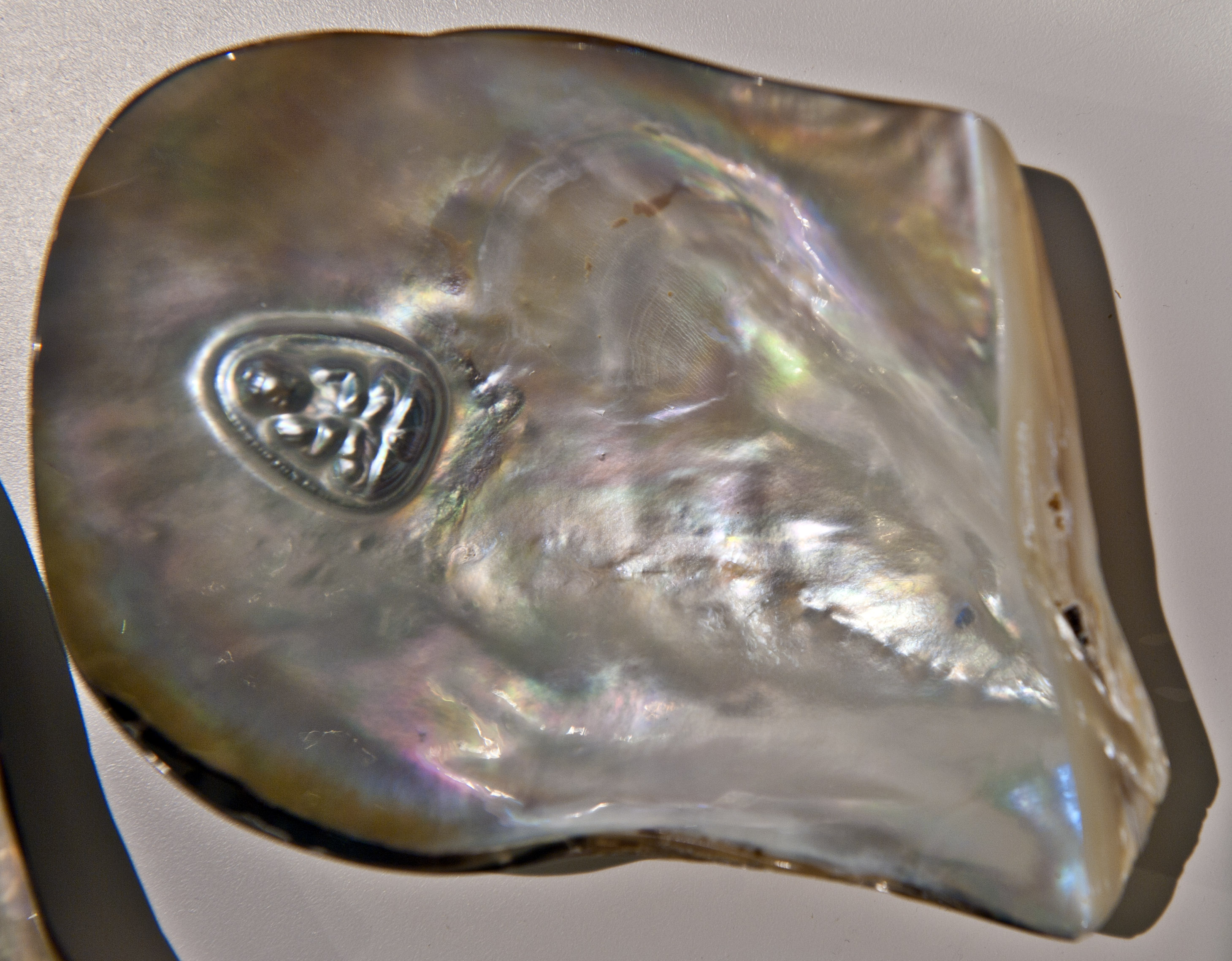
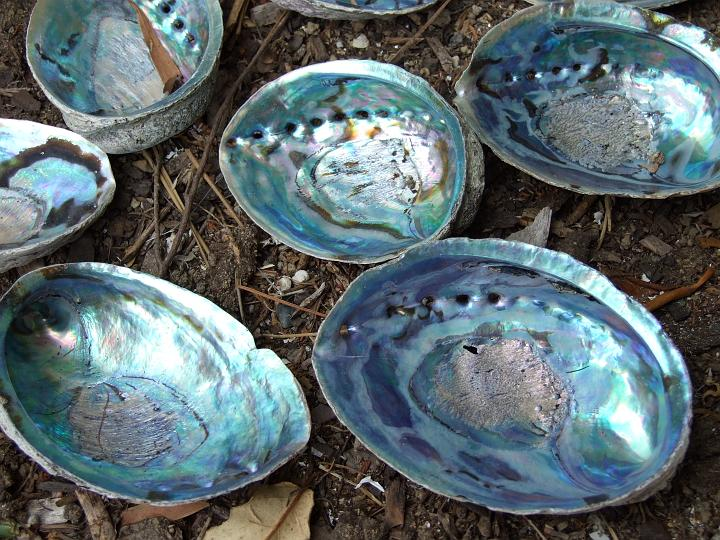
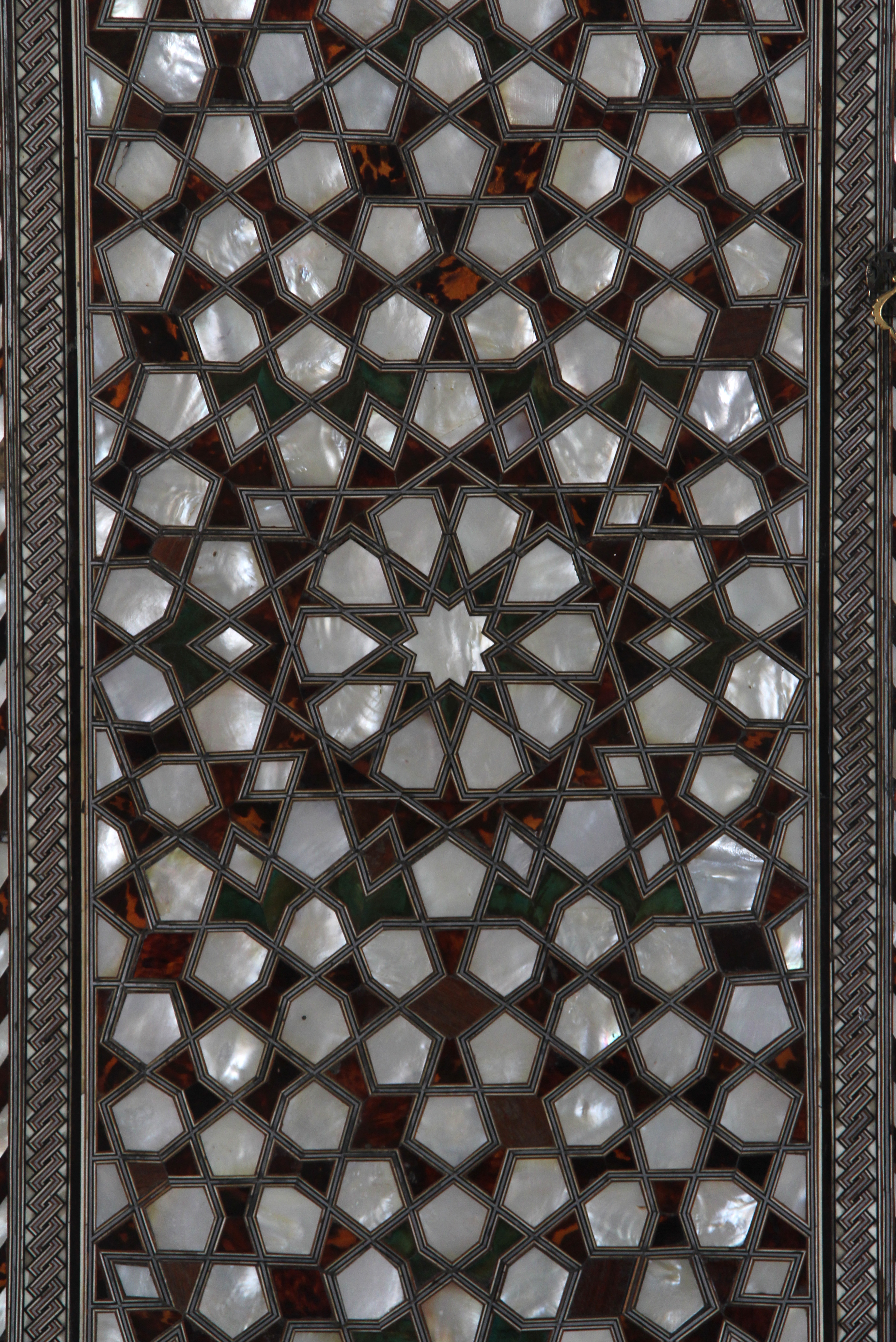
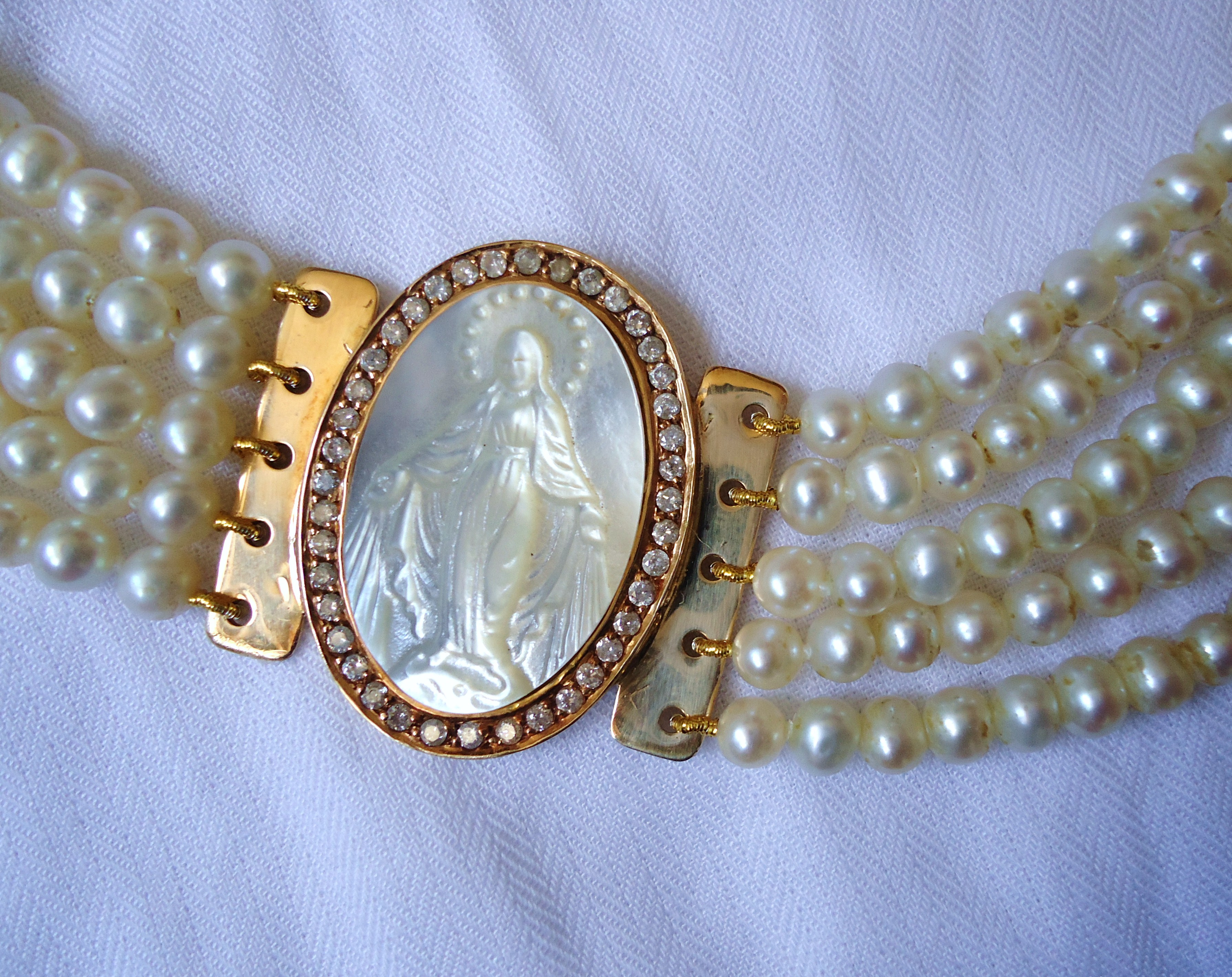
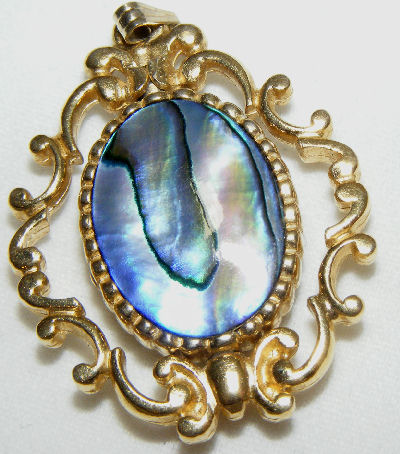
Solfjäder med stomme av pärlemor.